# Microtis orbicularis
Microtis orbicularis är en orkidéart som beskrevs av Richard Sanders Rogers. Microtis orbicularis ingår i släktet Microtis och familjen orkidéer. Inga underarter finns listade i Catalogue of Life.